# Лур'є Артур Сергійович
Артур Вінцент Лур'є (також Артур-Вікентій Людовикович Лур'є і Артур Сергійович Лур'є, справжнє ім'я — Наум Миколайович Лур'є, при народженні — Лурья; англ. Arthur-Vincent Lourié; 1 (14) травня 1892, містечко Пропойськ, Биховського повіту Могилевської губернії, нині місто Славгород Могилевської області — 12 жовтня 1966, Прінстон, Нью-Джерсі, США) — російсько-американський композитор і музичний письменник, теоретик, критик, один з найбільших діячів музичного футуризму та російського музичного авангарду XX століття.

## Біографія
Наум Миколайович Лурья народився в Могилевській губернії в родині інженера Ізраїля Хацкелевича Лурьї і Ганни Яківни Лурьї (до шлюбу Левітіної, 1871—1942). В. А. Юзефович писав, що точним роком народження Лур'є слід вважати 1891 рік, а поширена вказівка на 1892 рік помилкова. 1891 рік як дату народження також наводять В. С. Воробйов і А. О. Синайська.

### В Росії та СРСР
З 1899 до 1909 року він жив з батьками в Одесі на Польській вулиці, будинок 11; навчався у комерційному училищі. У 1905 році під час поїздки з матір'ю в Відень отримав велике враження від опери Ріхарда Вагнера «Тангейзер».
У 1909 році Наум Лурья вступив до Петербурзької консерваторії, навчався по класу фортепіано у В. Н. Дроздової, потім у М. М. Баринової. З початку 1910-х років став вільним слухачем філософського факультету Петербурзького університету, одночасно відвідуючи приватні уроки з теорії композиції у Олександра Глазунова. Консерваторію не закінчив через неприйняття принципів школи Миколи Римського-Корсакова.
У 1912 році Наум Лурья прийняв католицтво. На початку 1910-х років з'явився псевдонім Артур Вінцент (на честь Шопенгауера і (або) Рембо і Вінцента Ван Гога) та ім'я Артур-Вікентій Людовикович Лур'є (вже у посімейних списках одеських міщан-євреїв за 1914 рік значиться під цим ім'ям).
З 1912 по 1915 рік був завсідником літературно-артистичного кабаре «Бродячий собака», фактично виконуючи обов'язки музичного керівника. Відвідувачі арт-підвалу визначили коло знайомств Лур'є: Микола Кульбін, Велімір Хлєбніков, Володимир Маяковський, Давид Бурлюк, Микола Бурлюк, Володимир Бурлюк, Олексій Кручених, Петро Митурич (автор портрета композитора), та інші. У ті ж роки зав'язав знайомства з Володимиром Татліним, Георгієм Якуловым, Бенедиктом Лівшицем, Леонідом Андрєєвим, зустрічався з Ріхардом Штраусом і Томмазо Марінетті. Вважається одним з натхненників Анни Андріївни Ахматової, якому поетеса адресувала деякі вірші.
Ігор Вишневецький писав, що до жовтня 1917 року Лур'є був близьким до футуристів. Світлана Савенко зарахувала композитора до радикальних постскрябіністів. На підставі того, що в 1920-х роках Лур'є брав участь у «Лівому фронті мистецтва» (ЛЕФ) або «лівому мистецтві», можливо віднести його до авангардистів, оскільки саме так позначався тоді авангардизм у Радянській Росії, тобто перший авангард або Авангард-1. Проте, зважаючи на відсутність наукової обґрунтованості терміна «авангард», виникає проблема, які саме твори Лур'є можна вважати авангардистськими.
З 1918 по 1921 рік працював начальником Музичного відділу Наркомосвіти (Музо). У 1919 році при Музо заснував Асоціацію сучасної музики (АСМ) з завданням стимулювання та пропаганди нових творчих пошуків у галузі музичного мистецтва. У ті роки АСМ не користувалася авторитетом і популярністю серед композиторів, що Ю. В. Келдиш зумовив особистими якостями керівника. Своє «друге життя» АСМ набула з 1924 року, після еміграції Лур'є з Радянської Росії. В офіційному радянському музикознавстві переважала несхвальна характеристика композитора, якого Келдиш описав як "естетствуючого декадента, композитора, позбавленого індивідуальності, еклектичного, але з претензіями на новаторство і оригінальність.

### В еміграції
17 серпня 1922 року Наум Лурья виїхав до Берліна, де подружився з Ферруччо Бузоні.
З 1924 року влаштувався у Парижі. Зблизився з Жаком Маритеном та Ігорем Стравинським. У Парижі Лур'є також зблизився з Петром Сувчинським, увійшовши до лівого крила євразійського руху. Він також був оголошений одним з офіційних редакторів щотижневої газети «Євразія», де виступив автором статей про музику (зокрема: Про Рахманінова, 1928, № 4; Криза мистецтва, 1928, № 4; 1929, № 8; Бела Барток. 1929, № 18).
Після окупації нацистами Франції Наум Лурья був змушений емігрувати в 1941 році і за підтримки Сергія Кусевицького перебрався до США. З 1941 року проживав у Нью-Йорку. З Кусевицьким був пов'язаний роками дружби, написав книгу про славетного диригента.
У газеті «Новое русское слово» виступив з гострою критикою лютневої постанови ЦК ВКП(б) 1948 року «Про оперу „Велика дружба“ Вано Мураделі».
Останні десятиліття життя провів у будинку Жака Марітена в Прінстоні (за іншими джерелами — останні шість років життя), де помер у 1966 році.

## Родина
- Брат Яків Миколайович (в побуті Сергійович) Лур'є (1908—1941), журналіст, загинув в ополченні.
- Друга дружина (1922) — Тамара Михайлівна Персіц (у першому шлюбі Кобеко, ?-1955), власниця видавництва «Мандрівний ентузіаст».

## Творчість

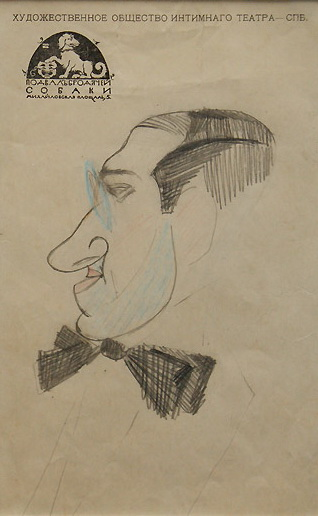
Карикатура невідомого художника

Музичні твори
- 1908—1910 — «5 хрупких прелюдий» для фортепіано, op. 1
- 1913 — «Маски» для фортепіано, op. 13 с присвячений Миколі Кульбіну
- 1914 — «Греческие песни. Из Сафо», переклади Вяч. ІІванова (вокальный цикл)
- 1914 — «Четки» (вокальное произведение на стихи А. А. Ахматовой)
- 1915 — Струнный квартет № 1
- 1915 — «Плач Богородицы» для голоса, скрипки, альта и виолончели, op. 26
- 1915 — Пять рондо на стихи Кристины Пизанской
- 1915 — «Формы в воздухе», посвящено Пикассо
- 1915—1917 — Corona Carminum Sacrorum для голоса и фортепиано
- 1917 — «Ошибка барышни Смерти» для фортепиано, op. 40
- 1917 — «Рояль в детской» для фортепиано
- 1918 — «Наш марш» для чтеца и фортепиано на стихи Маяковского
- 1919 — «Голос музы» (вокальное произведение на стихи А. А. Ахматовой)
- 1919 — «Болотный попик» (вокальное произведение на стихи А. Блока)
- 1920—1921 — «Элизиум», восемь стихотворений Пушкина для голоса и фортепиано
- 1921 — Canzone de la Vita Nuova de Dante для женского хора a capella
- 1921 — «Песни о России: Коршун», для хора
- 1922 — Погребальный плач на смерть поэта, для хора
- 1923 — «Нос», опера по Гоголю
- 1923—1924 — Струнный квартет № 2
- 1924 — Regina Coeli для контральто, трубы и гобоя
- 1924—1926 — Струнный квартет № 3
- 1928 — Sonate Liturgique для хора, фортепиано и камерного ансамбля
- 1929—1931 — «Пир во время чумы», опера-балет по драме Пушкина
- 1930 — Sinfonia Dialectica: Anno Domini MCMXXX для оркестра
- 1936 — Naissance de la beauté, кантата для сопрано, женского хора и оркестра, на стихи Жюля Сюпервьеля
- 1936—1939 — Симфония № 2, «Кормчая»
- 1941—1944 — A Hamlet Sonata для двух скрипок, альта и виолончели
- 1945) — Little Gidding на стихи Т. С. Элиота
- 1945—1962 — 2 etudes sur un sonnet de Mallarmé для голоса, флейты и фортепиано
- 1946—1947 — Concerto da Camera для скрипки и струнных
- 1948 — Drei Dionysos-Dithyramben на слова Ницше для голоса и фортепиано
- 1949—1961 — «Арап Петра Великого», опера по Пушкину[19]
- 1957 — The Flute of Pan для флейты
- 1959 — «Заклинания 1—4» для голоса и фортепиано
- 1964 — Sibylla Dicit, кантата для женских голосов, 4 инструментов и цимбал
- 1964 — Funeral Games in Honor of Chronos для 3 флейт, фортепиано и тарелок

Перекладення
- 1925 — Перекладення для фортепіано в дві руки Концертіно для струнного квартету В. Ф. Стравінського (1920), видано фірмою Ганзена[20]

- Лурье, Артур. .

- Lourie, Arthur. Sergei Koussevitzky and His Epoch. A Biographical Chronicle. New York; Alfred A. Knopf, 1931.